# Auwersova syntéza
Auwersova syntéza je sled organických reakcí, při kterých z benzofuranu vznikají flavonoly. Poprvé ji popsal Karl von Auwers v roce 1908.
Prvním krokem je kysele katalyzovaná aldolová kondenzace benzaldehydu s derivátem 3-oxa-cyklopentanonu za vzniku o-hydroxychalkonu. Bromací alkenové skupiny následně vzniká dibromadukt, který se reakcí s hydroxidem draselným přesmykuje na flavonol.

## Mechanismus
Možný mechanismus přesmyku je znázorněn na následujícím obrázku: